# Pastor aeternus

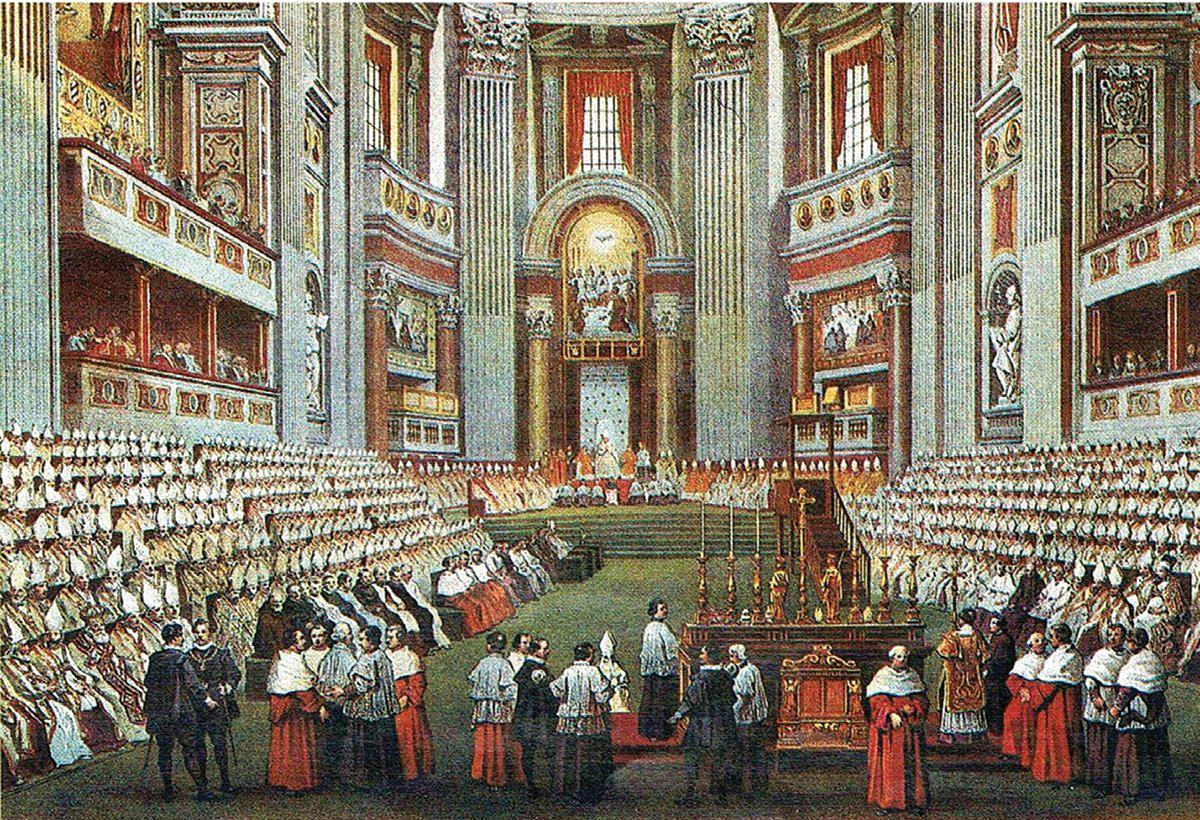
První vatikánský koncil

Pastor aeternus (DS 3050–3075) je dogmatická konstituce schválená prvním vatikánským koncilem 18. července 1870, která definuje dogmata katolické víry o papežském primátu a papežské neomylnosti.